# Piet Jansen (botanicus)
Pieter (Piet) Jansen (Rotterdam, 25 januari 1882 - Amsterdam, 2 april 1955) was een Nederlands botanicus, wiskundige en directeur van de Gemeentelijke Kweekschool in Amsterdam.
Piet Jansen werd geboren als zoon van Abraham Jacob Jansen (1854 - 1931) en Maria Christina Lookermans (1855 - 1914). Na de HBS en de hoogste klas van de Vormschool in Rotterdam te hebben doorlopen werd hij in 1900 benoemd tot onderwijzer bij het openbaar onderwijs. Na verschillende akten (wiskunde L.O., hoofdakte, Frans, Duits en Engels L.O.) gehaald te hebben volgde in 1905 zijn benoeming aan de MULO. Het jaar daarop trouwt Jansen met Anna Catrina Wieck. Vervolgens slaagde hij voor de akten K1 en K5, middelbaar en hogere wiskunde, wat leidde tot zijn aanstelling tot tijdelijk leraar aan de HBS met 5-jarige cursus en aan het gymnasium en die tot leraar aan de Academie voor Beeldende Kunsten en Technische Wetenschappen. In 1912, na het behalen van de akte K12, middelbaar boekhouden, werd hij benoemd tot leraar wiskunde aan de Gemeentelijke Kweekschool te Amsterdam, waar hij in 1936 tot directeur werd benoemd.
Jansen had grote interesse voor wiskunde. Zo was hij bijvoorbeeld vast medewerker van het Nieuw Tijdschrift voor Wiskunde vanaf de oprichting in 1931 en publiceerde daarin opstellen en vraagstukken. Ook speelde hij zowel viool als altviool op instrumenten van de Amsterdamse vioolbouwer Max Möller. Maar zijn grote liefde had de plantkunde. Samen met zijn vriend W. H. Wachter schreef hij talrijke publicaties. Hij werd een zeer actief lid van de Botanische Vereniging: hij was vele jaren penningmeester, redactielid van het Nederlands Kruidkundig Archief en van het Recueil des travaux botaniques neerlandais, voorzitter van de Zuiderzeecommissie vanaf de oprichting in 1927 en eerst lid en daarna voorzitter van de Commissie voor het Floristisch Onderzoek van Nederland. Het waren vooral de grassen, zowel de Nederlandse als de buitenlandse, die zijn belangstelling hadden. Dit vond zijn neerslag in talrijke publicaties.
Als blijk van erkenning voor het vele werk van Piet Jansen voor Botanische Vereniging werd hij in 1945 tot erelid benoemd. Het jaar daarop volgde zijn promotie tot doctor honoris causa aan de Universiteit Leiden. Hiervoor, in 1936, was zijn benoeming tot ridder in de Orde van Oranje-Nassau als erkenning voor zijn pedagogische verdiensten.